# Laciniodes pseudoconditaria
Laciniodes pseudoconditaria är en fjärilsart som beskrevs av Sterneck 1928. Laciniodes pseudoconditaria ingår i släktet Laciniodes och familjen mätare. Inga underarter finns listade i Catalogue of Life.